# Cuphea lutea
Cuphea lutea är en fackelblomsväxtart som beskrevs av Rose apud Koehne. Cuphea lutea ingår i släktet blossblommor, och familjen fackelblomsväxter. Inga underarter finns listade i Catalogue of Life.